# Заксенхаймер, Макс
Макс Заксенхаймер (нем. Max Sachsenheimer; 5 декабря 1909, Мюльбах — 2 июня 1973, Мерцхаузен) — немецкий офицер, участник Второй мировой войны, генерал-майор, кавалер Рыцарского креста с дубовыми листьями и мечами.

## Начало военной карьеры
В апреле 1928 года поступил на военную службу в рейхсвер, рядовым в пехотный полк. С 1932 года — унтер-офицер, с апреля 1934 года — лейтенант. К началу Второй мировой войны — старший лейтенант, командир пехотной роты.

## Вторая мировая война
Участвовал во Французской кампании, награждён Железными крестами обеих степеней. С января 1941 года — капитан.
С 22 июня 1941 года — воевал на Восточном фронте (группа армий «Центр»). С 20 июля — командир пехотного батальона. Был ранен.
В 1942 году — бои в Демянском котле. В апреле 1942 года — награждён Рыцарским крестом. С декабря 1942 года — майор.
В 1943 году — командовал полком 5-й егерской дивизии, произведён в подполковники, награждён Золотым немецким крестом.
В мае 1944 года за бои в районе Ковеля награждён дубовыми листьями к Рыцарскому кресту. С сентября 1944 года — полковник, командир 17-й пехотной дивизии. Бои в Польше. С декабря 1944 года — генерал-майор.
В январе 1945 года в ходе крупного наступления советских войск, дивизия была окружена, Но под руководством Заксенхаймера сумела пробиться из окружения. Заксенхаймер в феврале 1945 года был награждён мечами (№ 132) к Рыцарскому кресту с дубовыми листьями.
17-я пехотная дивизия была вновь окружена советскими войсками в Бреслау, однако Заксенхаймер вновь сумел вывести свою дивизию из котла. С боями дивизия пробилась в Судеты, где после 8 мая 1945 года сдалась в американский плен.

## После войны
В апреле 1947 года генерал-майор Заксенхаймер был отпущен из американского плена. В 1967—1973 годах возглавлял общественную организацию помощи освобождению Рудольфа Гесса.

## Награды
- Железный крест, 1-го и 2-го класса
- Знак за ранение в серебре
- Нагрудный штурмовой пехотный знак в серебре
- Немецкий крест в золоте (3 февраля 1944)
- Рыцарский крест железного креста с Дубовыми Листьями и Мечами
  - Рыцарский крест (5 апреля 1942)
  - Дубовые листья (№ 472) (14 мая 1944)
  - Мечи (№ 132) (6 февраля 1945)